# Fenyő Ünnep LIVE I–II.
A Fenyő Ünnep LIVE Fenyő Miklós 1996. december 27-én, a régi Budapest Sportcsarnokban tartott karácsonyi koncertjéről készült dupla CD album és koncert DVD lemez. A koncert zeneanyaga Fenyő Miklós és a Hungária együttes teljes pályájának fontosabb számait tartalmazza.

## Dalok
1. lemez
- 1. Viva Rock and Roll!
- 2. Fiatal a nyár
- 3. Az Angyalok földjén
- 4. Luxemburg rádió
- 5. Légy ma éjjel a társam
- 6. Angyali szerelem
- 7. Figaró
- 8. Csepeg az eső
- 9. Rémlátomás
- 10. Koncert a Marson
- 11. Repül a varázsszőnyeg
- 12. Belváros
- 13. Hej, Rolli, Rolli
- 14. Napfény jön a vihar után

2. lemez
- 1. Egy szó, mint száz
- 2. Lesz twist, igen
- 3. Volt és lesz
- 4. Ilyen show nem volt még
- 5. Szerelemre hívlak
- 6. Rock and roll party I.
- 7. Csókkirály
- 8. Casino twist
- 9. Meghalok, hogyha rám nézel
- 10. Hol van már a tavalyi smár
- 11. Napfény a jégen
- 12. Csavard fel a szőnyeget
- 13. Made in Hungaria

## A dupla DVD lemez műsoranyaga
1. DVD
- Beszélgetés Fenyő Miklóssal

2. DVD
- 1. Viva Rock'n Roll
- 2. Fiatal a nyár
- 3. Az angyalok földjén
- 4. Luxemburg Rádió
- 5. Légy ma éjjel a társam
- 6. Angyali szerelem
- 7. Figaro
- 8. Egy jampi szív
- 9. Csak egy kis emlék
- 10. Csepereg az eső
- 11. Rémlátomás / Koncert a Marson / Repül a varázsszőnyeg
- 12. Belváros / Hej rolly, rolly
- 13. Napfény jön a vihar után
- 14. Ilyen show nem volt még
- 15. Egy szó mint száz
- 16. Halló, Mancika
- 17. Jó az álmodozás / Szerelmes szívek / Tinédzser l'amour
- 18. Lesz twist igen
- 19. Volt és lesz
- 20. Rock'n Roll Party
- 21. Csókkirály
- 22. Casino twist
- 23. Vízparti twist party
- 24. Meghalok, hogyha rám nézel
- 25. Hotel Menthol
- 26. Hol van már a tavalyi smár
- 27. Made in Hungária
- 28. Csavard fel a szőnyeget
- 29. Limbo hintó
- 30. Napfény a jégen

## Közreműködők
- Fenyő Miklós - ének, zongora, gitár
- Novai Gábor - basszusgitár, vokál
- Harsányi Zsolt (Kicsi) - gitár
- Balázs Tibor - dob
- Kovács Péter - vokál mester, zongora, orgona, vokál
- Kocsándi Andrea - percussion, alt vokál
- Berta Claudia - alt vokál
- Szigeti Edit - gitár, szoprán vokál
- Plexi - szoprán vokál
- Tarcali Jenő - szaxofon
- Dudinszki Zoltán (Dudi) - szaxofon
- Borni Miklós - hawaii gitár, gitár, orgona, harsona, szájberfli